# Juan I de Ampurias
Juan de Aragón y Jérica o Juan I de Ampurias, en catalán Joan I d'Empúries, apodado el Viejo (1338 – 1398, Castellví de Rosanes) fue conde de Ampurias y diputado eclesiástico de la Diputación del General de Cataluña.

## Orígenes familiares
Juan era hijo de Ramón Berenguer I de Ampurias y María de Jérica.
Recibió el condado de Ampurias en 1364, año de su matrimonio con su primera mujer Blanca de Sicilia, con lo que su padre se retiró de la vida pública.
Finalizó las obras de la catedral de Castellón de Ampurias e intentó sin éxito restaurar el antiguo obispado de Ampurias.

## Relaciones con Pedro IV de Aragón
En 1364 luchó al lado del rey de Aragón Pedro IV contra Castilla en Valencia y Aragón. Por su gran amistad con el infante Juan se opuso al matrimonio del rey con Sibila de Fortiá y se rebeló contra su autoridad.
En 1380 luchó contra Bernat Alemany, señor de Foixá. El rey Pedro IV, su suegro, impuso una tregua en 1381, pero estalló una guerra civil interna entre partidarios del rey y del conde. Las tropas reales aprovecharon el momento y entraron en el condado. La condesa Juana intentó poner paz entre su marido y su padre, pero fue humillada por parte del último, y murió al cabo de pocos días (en 1384). El conde entonces pidió ayuda a los gascones para continuar la guerra, pero fue derrotado y perdió el condado que se incorporó a la Corona en 1386.
A la muerte del rey Pedro IV, el nuevo rey Juan I, gran amigo suyo, le devolvió el condado como administrador de su hijo. En las luchas contra el condado de Armañac resultó ser sospechoso de complicidad con el conde de Foix y le encarcelaron en Castellví de Rosanes, donde murió en 1398.

## Diputado eclesiástico de la Diputación del General de Cataluña
Juan I de Ampurias fue nombrado diputado por el brazo militar en las Cortes de Lérida de 1375, al mismo tiempo que Romeu Sescomes lo fue por el brazo eclesiástico, cargo preeminente sobre el resto de diputados, de la Diputación del General de Cataluña. El 10 de abril de 1376 Romeu Sescomes dejó el cargo y le sustituyó circunstancialmente Ramon Gener, pero Juan I de Ampurias ejerció su preeminencia entre los diputados, como miembro de la familia real, y ocupó el máximo cargo de la Diputación, aunque solo fue durante unos meses, hasta las Cortes de Monzón de 1376.

## Matrimonios y descendencia
En 1364 se casó con Blanca de Sicilia, hija de Pedro II de Sicilia e Isabel de Carintia, y de la cual no tuvo descendientes.
En 1373 se casó, en segundas nupcias, con la infanta Juana de Aragón, hija de Pedro IV y María de Navarra. De este matrimonio nacieron dos hijos:
- El infante Juan II de Ampurias (1375-1401), XXVII conde de Ampurias de su linaje desde el fallecimiento del rey aragonés en 1387 hasta 1401, siendo administrado en la minoría de edad por su padre.
- El infante Pedro III de Ampurias (ca.1380-ca.1402), último conde de Ampurias de su linaje desde 1401 hasta cerca de 1402.
- La infanta Leonor de Ampurias, muerta de joven.